# Spyridōn Tzetzos
Spyridōn Tzetzos (in greco Σπυρίδων Τζετζος?; fl. XX secolo) è stato un nuotatore greco.
Partecipò alle gare di nuoto dei Olimpiadi estive di Atene del 1906, gareggiando nei 100m stile libero e nei 1 miglio stile libero, fermandosi in tutti e due i casi al primo turno.